# كارل شميدس
كارل شميدس (بالألمانية: Karl Schmedes)‏ (14 نوفمبر 1908 – 31 مايو 1981) هو ملاكم ألماني راحل، مثّل بلاده في الألعاب الأولمبية الصيفية 1936.

## روابط خارجية
كارل شميدس على موقع بوكس ريك (الإنجليزية) (registration required)
- كارل شميدس على موقع أوليمبيديا (الإنجليزية)